# Агаев, Амир
Амир Агаев (ивр. אמיר עגיוב‎; 10 февраля 1992, Ришон-ле-Цион, Израиль) — израильский футболист, нападающий клуба «Атромитос».

## Карьера

### Клубная карьера
Воспитанник футбольного клуба «Бней Иегуда», в котором и начал профессиональную карьеру. Дебютировал в чемпионате Израиля 9 апреля 2011 года в матче против тель-авивского «Хапоэля», выйдя на замену на 76-й минуте вместо Лироя Жаири.

### Карьера в сборной
Вызывался в юношескую и молодёжную сборную Израиля.